# Poliklinika Kladno
Poliklinika v Kladně je mohutná dvoukřídlá nárožní budova na západním rozhraní Náměstí Svobody a ulice K Nemocnici s hlavním vchodem v ulici K Nemocnici. Památkově chráněna je od roku 1958.

## Historie
Budovu navrhl v roce 1922 kladenský architekt a stavitel Václav Stádník (1892–1934) původně pro účely okresní nemocenské pokladny. Stavba byla dokončena v roce 1923 a kolaudována 10. prosince 1923. Stavitelé museli počítat s možností, že terén pod budovou může být poddolován.

## Architektura

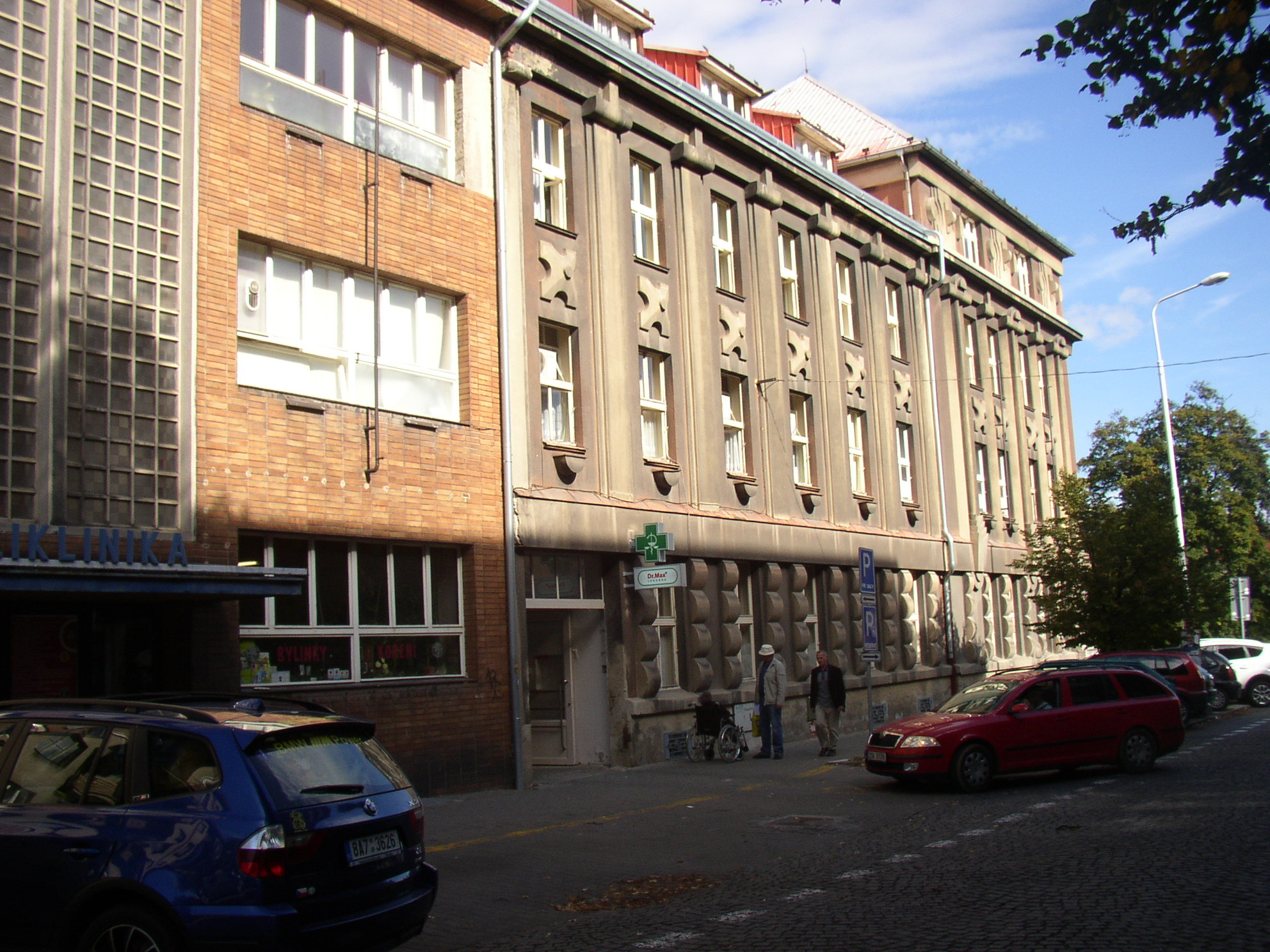
Poliklinika Kladno

Budova o půdorysu písmene L je zděná, omítnutá v terakotově červené kombinované se světlou barvou umělého kamene. V nárožní části je dům zvýšen o další patro. Dekorativní fasáda v kubistickém stylu je pravděpodobně dílem architekta Rudolfa Černého, který v Kladně postavil další domy v podobném stylu (např. sousedící Hornický lidový dům).
Stavba je členěna soklem, patrovou a hlavní římsou a rizality v nároží a na severní straně východního křídla. Fasády jsou opatřeny reliéfní dekorací v duchu české moderny (tzv. obloučkový styl). Nárožní rizalit má půdní nástavbu o dvou osách s valbovou střechou. Rizalit na severní straně východního křídla směrem do Náměstí Svobody vrcholí trojúhelným štítem s obloučkovými motivy. Okna jsou původní. Střecha je valbová, krytá plechovou krytinou.

## Využití
Budova byla původně koncipována a stavěna jako obecní dům sociální péče, bylo v ní sedm bytů pro místní sociálně slabé rodiny. V přízemí byl také byt ošetřovatelky, lékařská ordinace (ošetřovna), laboratoř a kancelář úřadu Okresní péče o mládež. V patře kromě bytů byly též dva pokoje označované jako útulky (tj. pokoje pro těhotné a rodičky ze sociálně slabých rodin) a pokoj jejich ošetřovatelky.
Dvouposchoďová budova byla v nárožní části zvýšená o jedno patro a do dnešní podoby dostavěna a upravena v letech 1940–1941.
Nyní v budově sídlí nestátní zdravotnické zařízení I. Všeobecná poliklinika Kladno, pod kterou spadají obvodní lékaři, odborné ambulance a dopravní zdravotní služba. Dále je zde prodejna zdravotnických potřeb, optika, lékárna a provoz rychlého občerstvení.